# Partick Thistle
Partick Thistle (offiziell Partick Thistle Football Club) ist ein in Glasgow beheimateter schottischer Fußballverein. Er wurde 1876 gegründet. Das Vereinstrikot ist rot-gelb quergestreift, die Hosen sind schwarz.

## Geschichte

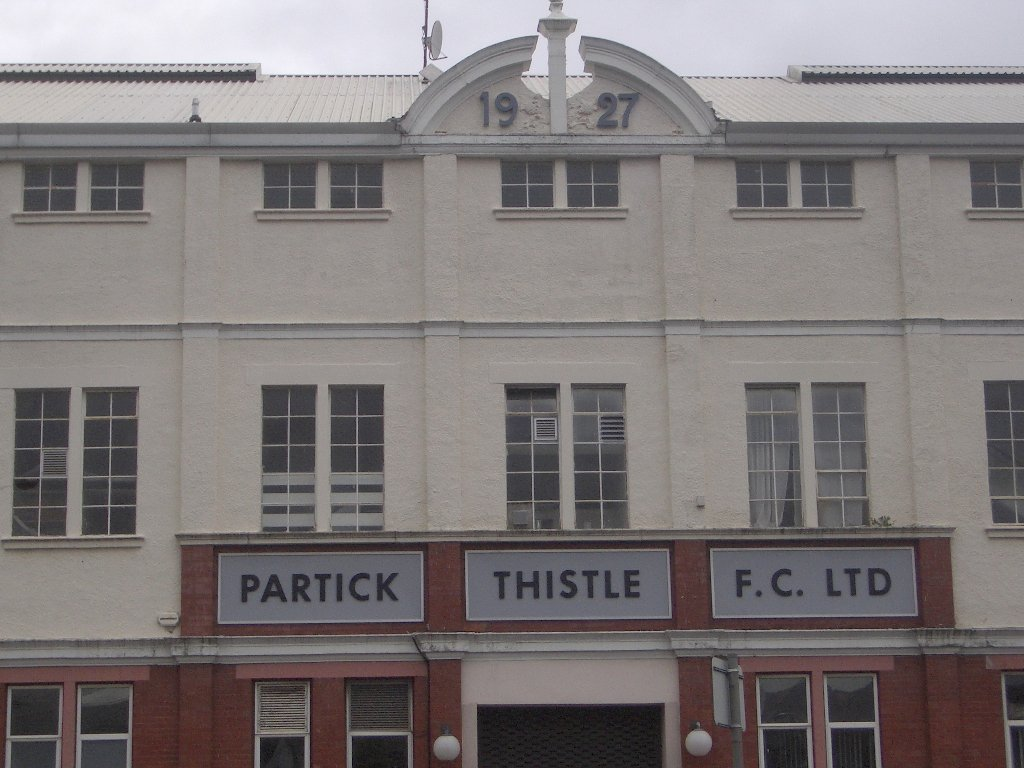
Das Wyre Stadium at Firhill

Partick Thistle ist einer der ältesten Traditionsvereine Schottlands. Er spielte in den Jahren 1897–1899, 1900/01, 1902–1970, 1971–1975, 1976–1982, 1992–1996 und 2002–2004 in der ersten schottischen Liga, in der er seit 2013 erneut antritt. Seit den 1980er Jahren wurde der Verein aber von Krisen geschüttelt und seine sportliche Bedeutung nahm ab. 1998 stand der Verein wegen hoher Schulden vor dem Konkurs, bevor die von den Fans organisierte Kampagne „Save the Jags“ es ermöglichte, den Verein zu retten.
Im selben Jahr stieg der Club in die Scottish Second Division (dritte Liga) ab.
2001 gelang der Wiederaufstieg in die First Division und im darauffolgenden Jahr 2002 sogar der Aufstieg in die Scottish Premier League.
Partick Thistle stieg 2004 erneut in die First Division, 2005 in die Second Division ab.
Nach mäßiger Saison wurde 2006 wieder der vierte Platz belegt, der aber ausreichte, um als Letzter die neu eingeführten Aufstiegs-Play-offs zu erreichen.
Thistle erreichte das Finale gegen den FC Peterhead. Nach einer 1:2-Niederlage im Hinspiel wurde das Rückspiel auswärts 2:1 gewonnen. Im Elfmeterschießen setzte sich Partick mit 4:2 durch und stieg in die Zweitklassigkeit auf.

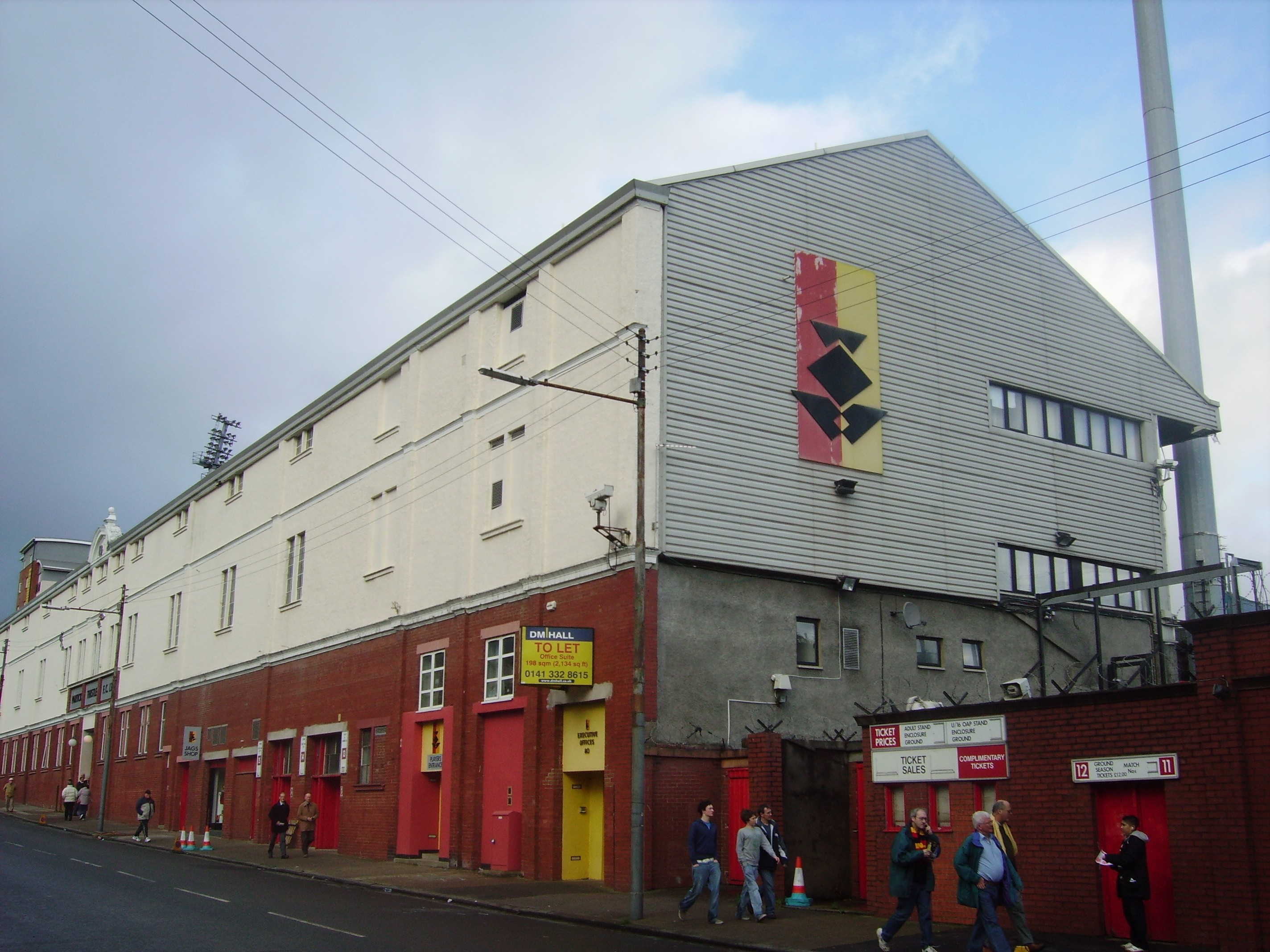
Das Wyre Stadium at Firhill von der Firhill Road aus gesehen.

In der Saison 2007/08 wurde der sechste Platz und somit der Klassenerhalt erreicht. In der folgenden Saison 2008/09 verpasste man den Aufstieg und beendete die Saison als Zweiter hinter dem FC St. Johnstone.
Die Spielzeit 2009/10 fing für den Verein wenig vielversprechend an. Aus den ersten drei Partien konnten lediglich zwei Punkte geholt werden. Danach konnte das Team jedoch eine kleine Serie von fünf Spielen starten, die nicht verloren wurden. Zwischenzeitlich konnte man sogar die Tabellenführung übernehmen. Jedoch konnte der Verein im weiteren Verlauf der Saison nicht an diese Leistungen anknüpfen. Von Januar bis März 2010 verlor der Verein sechs Auswärtsspiele in Folge (fünf davon mit 0:1) und fand sich nur noch in der Mitte der Tabelle wieder. Die Saison wurde auf dem sechsten Tabellenplatz beendet.
Die Saison 2010/11 begann wieder sehr schlecht. Lange Zeit befand sich Partick Thistle in der unteren Tabellenregion, letztendlich gelang es aber doch, die Klasse zu halten. Thistle beendete die Saison auf dem fünften Tabellenplatz.
Im April 2011 verließ der Trainer Ian McCall den Verein aus persönlichen Gründen. Jackie McNamara übernahm den Trainerposten als Interimstrainer und wurde am Ende der Saison zum Cheftrainer ernannt.
Im Januar 2013 verließ auch McNamara den Verein, um den Erstligisten Dundee United zu trainieren. Ab diesem Zeitpunkt übernahm der langjährige Spieler Alan Archibald als Interimstrainer den Verein.
In der Saison 2012/13 gelang der Aufstieg in die Premier League. Nach einem 2:0-Auswärtssieg beim FC Falkirk lag Thistle uneinholbar vor Greenock Morton auf dem ersten Tabellenplatz. Ebenfalls wurde in dieser Saison erstmals das Finale des Challenge Cup erreicht, welches jedoch mit 6:5 nach Elfmeterschießen gegen den Drittligisten Queen of the South verloren ging.
In der folgenden Spielzeit wurde der Klassenerhalt in der höchsten Liga erreicht. Partick Thistle beendete die Saison mit 35 Punkten als Tabellenzehnter und landete somit 3 Punkte vor dem Relegationsplatz.

## Namensgebung
Partick ist der Name des damals noch von Glasgow unabhängigen Ortes.
Thistle bezeichnet die Distel, eines der schottischen Nationalsymbole, das auch im Wappen des Vereins abgebildet ist. In Anlehnung an die Stacheln dieser Pflanze wird der Club im Volksmund auch „The Jags“ genannt (englisch für Dorne).

## Erfolge
- Schottischer Pokalsieger: 1921
- Schottischer Ligapokal: 1972
- Scottish First Division: 1976, 2002, 2013
- Scottish Second Division: 2001
- Scottish Division Two: 1897, 1900, 1971

### Europapokalbilanz
| Saison  | Wettbewerb         | Runde        | Gegner             | Gesamt | Hin     | Rück    |
| ------- | ------------------ | ------------ | ------------------ | ------ | ------- | ------- |
| 1963/64 | Messestädte-Pokal  | 1. Runde     | Glentoran FC       | 7:1    | 3:0 (H) | 4:1 (A) |
| 1963/64 | Messestädte-Pokal  | 2. Runde     | FC Zbrojovka Brünn | 3:6    | 3:2 (H) | 0:4 (A) |
| 1972/73 | UEFA-Pokal         | 1. Runde     | Honvéd Budapest    | 0:4    | 0:3 (H) | 0:1 (A) |
| 1995    | UEFA Intertoto Cup | Gruppenphase | LASK               | 2:2    | 2:2 (A) | 2:2 (A) |
| 1995    | UEFA Intertoto Cup | Gruppenphase | Keflavík ÍF        | 3:1    | 3:1 (H) | 3:1 (H) |
| 1995    | UEFA Intertoto Cup | Gruppenphase | FC Metz            | 0:1    | 0:1 (A) | 0:1 (A) |
| 1995    | UEFA Intertoto Cup | Gruppenphase | NK Zagreb          | 1:2    | 1:2 (H) | 1:2 (H) |

Gesamtbilanz: 10 Spiele, 4 Siege, 1 Unentschieden, 5 Niederlagen, 16:17 Tore (Tordifferenz −1)

## Trainerchronik
| - George Easton (1903–1929) - Donald Turner (1927–1947) - David Meiklejohn (1947–1959) - Willie Thornton (1959–1969) - Scot Symon (1969–1970) - Davie McParland (1970–1974) - Bertie Auld (1974–1980) - Peter Cormack (1980–1983) - Benny Rooney (1983–1986) - Bertie Auld (1986) - Derek Johnstone (1986–1987) - Billy Lamont (1987–1988) - John Lambie (1988–1989) - Sandy Clark (1989–1990) |  | - John Lambie (1990–1995) - Murdo MacLeod (1995–1997) - John McVeigh (1997–1998) - Tommy Bryce (1998–1999) - John Lambie (1999–2003) - Gerry Collins (2003) - Gerry Britton & Derek Whyte (2003–2005) - Dick Campbell (2005–2007) - Jimmy Bone (2007) - Ian McCall (2007–2011) - Jackie McNamara (2011–2013) - Alan Archibald (2013–2018) - Gary Caldwell (2018–2019) - Ian McCall (2019–2023) - Kris Doolan (2023–2025) |  |

## Bekannte Spieler
- Walter Aitkenhead (–1906)
- Alan Rough (1969–1982)
- Alan Hansen (1973–1977)
- Mo Johnston (1981–1984)
- David Harvey (1985)
- Allan Moore (2000–2001)
- Jákup Mikkelsen (2003)
- Thorsten Stuckmann (2016–2017)